# Tungukollur (kulle i Island, Norðurland vestra)
Tungukollur är en kulle i republiken Island. Den ligger i regionen Norðurland vestra, 120 km nordost om huvudstaden Reykjavík. Toppen på Tungukollur är 491 meter över havet.
Trakten runt Tungukollur är nära nog obefolkad, med mindre än två invånare per kvadratkilometer. Det finns inga samhällen i närheten. Trakten runt Tungukollur består i huvudsak av gräsmarker.